# Sun Xingyan

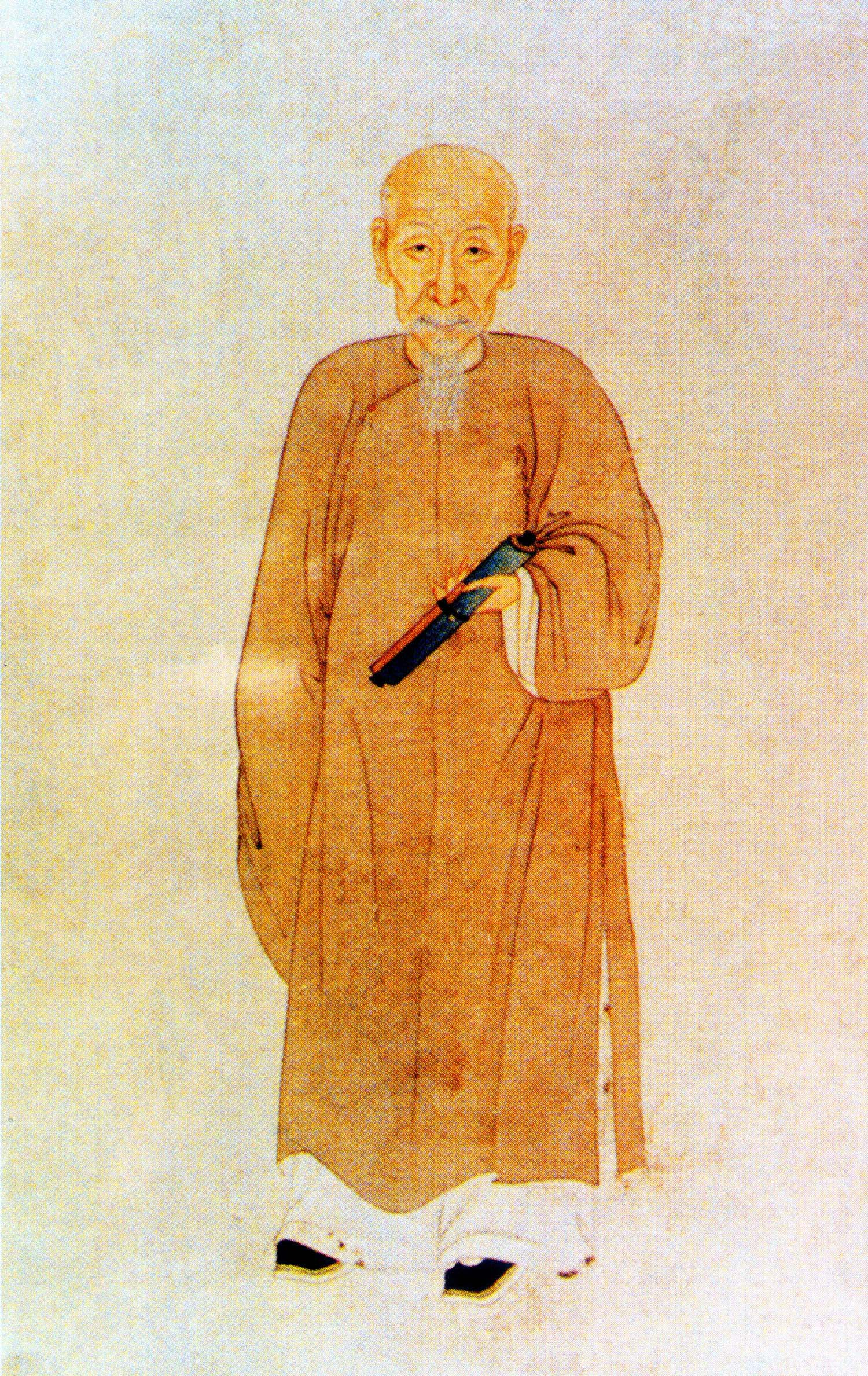
Sun Xingyan

Sun Xingyan (chinesisch 孙星衍; 1753–1818), auch Yuanru (渊如), war ein konfuzianischer Gelehrter und Philologe in der Zeit der Qing-Dynastie.
Er wurde in Yanghu (heute Wujin, Jiangsu) geboren. Nach einer nur kurzen Beamtenkarriere widmete Sun die meiste Zeit seines Lebens dem Studium der konfuzianischen Klassiker, ihrer Geschichte und Phonologie. Sein einflussreichstes Werk ist sein Kommentar zum Neutext- und Alttext-Shangshu d. h. dem Buch der Urkunden.

## Publikationen
(HYDZD-Bibliographie 2415–2417)
- Sun Yuanru shi wenji 孙渊如诗文集 (Sibu congkan yingyin yuan kanben 四部丛刊影印元刊本)
- Xu Guwen yuan 续古文苑 (Pingjinguan congshu 平津馆丛书)
- Huanyu fangbei lu 寰宇访碑绿 (Shangwu paiyinben 商务排印本)

Studien zu folgenden alten Texten werden in der Bibliographie des Hanyu da zidian (Abk. HYDZD) aufgeführt (mit Angabe der jeweiligen Bibliographie-Nummer, Bezeichnung der Werke, ggf. Verfasser, Titel, Congshu usw.):
- 2 Shangshu 尚书 / Shu 书: Shangshu jinguwen zhushu 尚书今古文注疏 (Pingjinguan congshu 平津馆丛书, Satz und Druck (paiyin) des Verlags Zhonghua shuju 1986)
- 25 Yanzi chunqiu 晏子春秋: Yanzi chunqiu yinyi 晏子春秋音 (Jingxuntang congshu 经训堂丛书)
- 66 Shi You 史游: Jijiu pian 急就篇: Jijiu zhang kaoyi 急就章考异 (Dainange congshu 岱南阁丛书)
- 77 Wuzi 吴子: Wuzi jicheng 吴子集成 (Zhuzi jicheng 诸子集成)